# 村田省蔵 (洋画家)
村田 省蔵（むらた しょうぞう、1929年（昭和4年）6月15日 - 2018年（平成30年）7月14日）は、日本の洋画家。石川県金沢市出身。
2013年（平成25年）に石川県立美術館で開催された『村田省蔵展 －画業60年の歩み－』では「卓抜な描写力と師・小絲に鍛えられた深い色彩を両輪」「美しい自然を賛美して描くものと、近景をクローズアップし、自己の感興や思いを述べるものとがある」「多彩かつ濃厚な色彩と緊密な構図は村田様式」 と評されている。

## 略歴

### 早期
1929年（昭和4年）6月15日、石川県金沢市にて生糸問屋を営む生家の五男として生まれる。1942年（昭和17年）、石川県立金沢第二中学校へ入学。1944年（昭和19年）海軍飛行予科練習生として滋賀航空隊に入隊する。1945年（昭和20年）終戦により石川県立金沢第二中学校へ復学した際、第一回現代美術展にて宮本三郎の作品に感動、画家を志す。

### 画家として
1949年（昭和24年）3月に第35回光風会展、同年10月第5回日展（日本美術展覧会）にてそれぞれ初入選。1950年（昭和25年）3月、1951年（昭和26年）、金沢美術工芸専門学校洋画科卒業。上京し東京都文京区に居を構え、周辺風景を描くようになると同時に、小絲源太郎に師事。1959年（昭和34年）、東京都保谷市にアトリエを構え、同年4月、第45回光風会展で会友賞受賞。1966年（昭和41年）、光風会を退会。
1968年（昭和43年）11月、第11回日展で菊華賞受賞。1998年（平成10年）第30回改組日展で「春めく」が内閣総理大臣賞受賞。2006年（平成18年）6月、第37回日展にて恩賜賞・日本藝術院賞受賞、同年日展理事、日本藝術院会員。
この間、2000年（平成12年）に金沢学院大学美術文化学部教授に就いている。

### 晩年
2010年（平成22年）11月1日、神奈川県鎌倉市へ絵画寄贈し鎌倉市政功労者となる。2011年（平成23年）6月、旭日中綬章受章。
2018年7月14日、肝臓がんのため神奈川県鎌倉市の自宅で死去。89歳没。叙従四位。

## 主な作品
太字は受賞。外部リンク作品一覧も併せて参照。
| 作成年 | 作品名         | 備考                         |
| ------ | -------------- | ---------------------------- |
| 1950年 | 「黄衣」       | 第6回日展                    |
| 1957年 | 「水門」       | 第43回光風会展               |
| 1959年 | 「渡船場」     | 第45回光風会展会友賞         |
| 1964年 | 「館（長崎）」 | [ 15 ]                       |
| 1972年 | 「午後の町」   | 第4回改組日展                |
| 1975年 | 「茜」         | 第7回改組日展                |
| 1979年 | 「城塞」       | 第11回改組日展               |
| 1980年 | 「双樹」       | 第12回改組日展               |
| 1987年 | 「麦秋」       | 第19回改組日展               |
| 1987年 | 「古い館」     | 鎌倉美術展                   |
| 1992年 | 「丘」         | 第24回改組日展               |
| 1996年 | 「春近し」     | 第28回改組日展               |
| 1996年 | 「尾道水道」   | 第42回現代美術展             |
| 1998年 | 「春めく」     | 第30回改組日展内閣総理大臣賞 |
| 2008年 | 「斑雪」       | 第40回改組日展               |
| 2009年 | 「凛として」   | [ 26 ]                       |
| 2011年 | 「芽吹き」     | 第43回改組日展               |

## 出展
- 2007年（平成19年）
  - 2月8日（木）～2月13日（火）横浜市港南区・上大岡、京急百貨店7階 催事場
第8回 一枚の繪 絵画展 ―巨匠から新鋭まで300点を展示―
    - 村田は、「湘南好日」「薔薇図」等を 出展した。
    - 会期として、2007年（平成19年）2月8日（木）～2月12日（月・祝）は午前10時～午後8時まで、　　
最終日2月13日（火）は午前10時～午後5時まで開場した。
    - 本絵画展への招待作家として、日本芸術院会院就任記念として、
日本芸術院賞、恩賜賞受賞した村田は、2月10日（土）に出席、
同じく招待作家立川広己は「赤い盛り花」等を出展し、
2月8日（木）～2月12日（月・祝）まで出席した以外にも他画家1名も来場・出展した。[28]
- 2009年（平成21年）
  - 1月14日（水）～1月20日（火） 神奈川県横浜市港南区、京急百貨店（上大岡駅）7階・催事場にて。
「第10回一枚の繪絵画展」 ― 巨匠から新鋭まで200点を展示 ―招待作家、立川ら画家計3名出席。
村田の「安曇野の春」F8号 等の作品が出展された。[29]
  - 2月26日（木）～3月1日（日）「第4回アートフェスタ in 東京フォーラム」(東京・有楽町東京国際フォーラム）
東京国際フォーラムB1ロビーギャラリー
― 一枚の繪がお届けする200点のコレクション。入場無料。―招待作家・立川ら計3名画家出席。
村田の「パンジー」SM号 等の作品が出展された。[30]
  - 6月7日（日）～6月11日（木） 東京・中央区銀座、スペース銀座の杜にて。一枚の絵づくし 2009 アートフェア。
招待画家・佐藤哲、立川ら、その他合計13組の画家等が出展・毎日在廊する中、
村田は「パンジー」F3 等の作品出展。[31]